# Liste der Naturschutzgebiete im Landkreis Northeim
Im Landkreis Northeim gibt es 22 Naturschutzgebiete (Stand Oktober 2020).
| Name des Gebietes                                         | Bild           | Kennung         | WDPA   | Landkreis / Stadt                        | Beschreibung / Bemerkungen | Standort | Fläche in Hektar | Jahr der Verordnung |
| --------------------------------------------------------- | -------------- | --------------- | ------ | ---------------------------------------- | -------------------------- | -------- | ---------------- | ------------------- |
| Ahlewiesen                                                | weitere Bilder | BR 108 / HA 164 | 162047 | Landkreis Holzminden, Landkreis Northeim |                            | Position | 102,72           | 1994                |
| Altendorfer Berg                                          | weitere Bilder | BR 068          | 162110 | Landkreis Northeim                       |                            | Position | 102,98           | 2012                |
| Denkershäuser Teich                                       | weitere Bilder | BR 031          | 81513  | Landkreis Northeim                       |                            | Position | 12,07            | 1948                |
| Holzberg, Denkiehäuser Wald, Heukenberg                   | weitere Bilder | HA 150          |        | Landkreis Holzminden, Landkreis Northeim |                            | Position | 810              | 2018                |
| Husumer Tal                                               | weitere Bilder | BR 070          | 163833 | Landkreis Northeim                       |                            | Position | 123,51           | 1985                |
| Klosterberg                                               |                | BR 148          |        | Landkreis Northeim                       |                            | Position | 12,50            | 2016                |
| Leineniederung Salzderhelden                              | weitere Bilder | BR 130          | 389621 | Landkreis Northeim                       |                            | Position | 498,24           | 2008                |
| Mäuseberg und Eulenberg                                   | weitere Bilder | BR 082          | 164588 | Landkreis Northeim                       |                            | Position | 17,21            | 1988                |
| Moore und Wälder im Hochsolling                           |                | BR 167          |        | Landkreis Northeim                       |                            | Position | 862              | 2020                |
| Moore und Wälder im Hochsolling, Hellental                | weitere Bilder | HA 149          |        | Landkreis Holzminden, Landkreis Nordheim |                            | Position | 579              | 2019                |
| Oderaue                                                   | weitere Bilder | BR 124          | 378334 | Landkreis Göttingen, Landkreis Northeim  |                            | Position | 508,93           | 2007                |
| Polder I im Hochwasserrückhaltebecken Salzderhelden       | weitere Bilder | BR 097          | 165017 | Landkreis Northeim                       |                            | Position | 515,63           | 1995                |
| Rhumeaue/Ellerniederung/Gillersheimer Bachtal             | weitere Bilder | BR 084          | 165170 | Landkreis Northeim                       |                            | Position | 249              | 1990                |
| Selterklippen                                             |                | BR 137          | 389974 | Landkreis Hildesheim, Landkreis Northeim |                            | Position | 95,41            | 2009                |
| Wahrberg                                                  | weitere Bilder | BR 103          | 166130 | Landkreis Northeim                       |                            | Position | 25,01            | 2010                |
| Wald am Großen Streitrodt bei Delliehausen                |                | BR 171          |        | Landkreis Northeim                       |                            | Position | 228              | 2020                |
| Wälder am Schäferstein und am Hohen Rott bei Verliehausen |                | BR 172          |        | Landkreis Northeim                       |                            | Position | 102              | 2020                |
| Wälder im östlichen Solling                               |                | BR 168          |        | Landkreis Northeim                       |                            | Position | 1479             | 2020                |
| Wälder im Solling bei Lauenberg                           |                | BR 169          |        | Landkreis Northeim                       |                            | Position | 322              | 2020                |
| Wälder im südlichen Solling                               |                | BR 170          |        | Landkreis Northeim                       |                            | Position | 1016             | 2020                |
| Wasservogelreservat Northeimer Seenplatte                 | weitere Bilder | BR 042          | 166185 | Landkreis Northeim                       |                            | Position | 112,02           | 1984                |
| Weper, Gladeberg und Aschenburg                           | weitere Bilder | BR 054          |        | Landkreis Northeim, Landkreis Göttingen  |                            | Position | 267              | 2020                |